# Constantí I Mukhrani-batoni
Constantí I Mukrani-batoni (1618 - 1667) va ser el setè príncep de Mukhran (Mukhrani-batoni) del 1659 al 1667.
Va néixer el 1618 i era fill de Bagrat II Mukhrani-batoni, tercer príncep de Mukhran.
Son germà Vakhtang V de Kartli (Shah Nawaz Khan II) li va donar el principat en feu. A la seva mort, el 1667, i el va succeir el seu fill Teimuraz Mukhrani-batoni.